# Scott Fraser
Scott Fraser (Dundee, 30 marzo 1995) è un calciatore scozzese, centrocampista del Dundee.

## Carriera
Cresciuto nelle giovanili del Dundee Utd, esordisce in prima squadra nel 2014. Nel 2017 contribuisce a far vincere alla sua squadra la prima Scottish Challenge Cup della propria storia. Dal 2018 al 2024 gioca nel campionato inglese tra Burton Albion, MK Dons, Ipswich Town e Charlton, prima di tornare in Scozia in prestito agli Hearts.

## Palmarès

### Club

#### Competizioni nazionali
- Scottish Challenge Cup: 1

Dundee United: 2016-2017